# Palaus flag
Palaus flag blev taget i brug 1. januar 1981. Det er lyseblåt med en gul cirkel, som skal repræsentere månen.